# Masters d'Irlande de snooker seniors 2018
Les Masters d'Irlande de snooker seniors 2018 sont le deuxième tournoi de la tournée mondiale seniors 2017-2018. Organisés les 6 au 7 janvier 2018 au Goffs de Kildare en Irlande, cette première édition du tournoi comptait 8 participants.
A l'âge de 60 ans, Steve Davis devient le plus ancien vainqueur d'un évènement sénior.

## Dotation
Répartition des prix:
- Vainqueur : 5000 £
- Finaliste : 2000 £
- Demi-finaliste : 800 £
- Quart de finaliste : 400 £
- Meilleur break : 500 £

Dotation totale : 10 700 £

## Tableau
|  | Quarts de finale au meilleur des 5 frames | Quarts de finale au meilleur des 5 frames | Quarts de finale au meilleur des 5 frames |             |              | Demi-finales au meilleur des 5 frames | Demi-finales au meilleur des 5 frames | Demi-finales au meilleur des 5 frames |  |  | Finale au meilleur des 7 frames | Finale au meilleur des 7 frames | Finale au meilleur des 7 frames |
|  |                                           |                                           |                                           |             |              |                                       |                                       |                                       |  |  |                                 |                                 |                                 |
|  |                                           | Jimmy White                               | 3                                         |             |              |                                       |                                       |                                       |  |  |                                 |                                 |                                 |
|  |                                           | Patrick Wallace                           | 0                                         |             |              |                                       |                                       |                                       |  |  |                                 |                                 |                                 |
|  |                                           | Patrick Wallace                           | 0                                         |             | Jimmy White  | 2                                     |                                       |                                       |  |  |                                 |                                 |                                 |
|  |                                           |                                           |                                           |             | Jimmy White  | 2                                     |                                       |                                       |  |  |                                 |                                 |                                 |
|  |                                           |                                           | Jonathan Bagley                           | 3           |              |                                       |                                       |                                       |  |  |                                 |                                 |                                 |
|  |                                           | Ken Doherty                               | Jonathan Bagley                           | 3           | 2            |                                       |                                       |                                       |  |  |                                 |                                 |                                 |
|  |                                           | Ken Doherty                               |                                           |             | 2            |                                       |                                       |                                       |  |  |                                 |                                 |                                 |
|  |                                           | Jonathan Bagley                           | 3                                         |             |              |                                       |                                       |                                       |  |  |                                 |                                 |                                 |
|  |                                           |                                           |                                           |             |              |                                       |                                       |                                       |  |  |                                 | Jonathan Bagley                 | 0                               |
|  |                                           |                                           |                                           | Steve Davis | 4            |                                       |                                       |                                       |  |  |                                 |                                 |                                 |
|  |                                           | John Parrott                              | 3                                         |             |              |                                       |                                       |                                       |  |  |                                 |                                 |                                 |
|  |                                           | Patsy Fagan                               | 0                                         |             |              |                                       |                                       |                                       |  |  |                                 |                                 |                                 |
|  |                                           | Patsy Fagan                               | 0                                         |             | John Parrott | 0                                     |                                       |                                       |  |  |                                 |                                 |                                 |
|  |                                           |                                           |                                           |             | John Parrott | 0                                     |                                       |                                       |  |  |                                 |                                 |                                 |
|  |                                           |                                           | Steve Davis                               | 3           |              |                                       |                                       |                                       |  |  |                                 |                                 |                                 |
|  |                                           | Dennis Taylor                             | Steve Davis                               | 3           | 1            |                                       |                                       |                                       |  |  |                                 |                                 |                                 |
|  |                                           | Dennis Taylor                             |                                           |             | 1            |                                       |                                       |                                       |  |  |                                 |                                 |                                 |
|  |                                           | Steve Davis                               | 3                                         |             |              |                                       |                                       |                                       |  |  |                                 |                                 |                                 |

## Finale
| Finale au meilleur des 7 manches Arbitre : Jan Verhaas  |                          |             |
| Jonathan Bagley                                         | 0 - 4 ( - )              | Steve Davis |
| 0 32                                                    | Centuries Meilleur break | 0 56        |
| Steve Davis remporte le Masters d'Irlande seniors 2018. |                          |             |